# Мамонтов Анатолій Іванович
Анато́лій Іва́нович Ма́монтов  (*5 грудня 1935, Київ) — радянський і український художник кіно, художник-постановник. Заслужений художник УРСР (1988). Учасник всесоюзних та міжнародних художніх виставок. Нагороджений медалями. Член Національних спілок художників і кінематографістів України.

## Біографія
Закінчив художній факультет Всесоюзного державного інституту кінематографії (1961). 
З 1961 р. — художник-постановник Київської кіностудії ім. О. П. Довженка.

## Фільмографія
Художник-постановник:
- «Серед добрих людей» (1962)
- «Юнга зі шхуни „Колумб“» (1963)
- «Сумка, повна сердець» (1964)
- «Криниця для спраглих» (1966)
- «Бур'ян» (1967)
- «Гольфстрим» (1968)
- «Варчина земля» (1969, т/ф, 2 а)
- «Білий птах з чорною ознакою» (1971, Золота медаль Московського міжнародного кінофестивалю, 1971)
- «Наперекір усьому» (1972)
- «Чорний капітан» (1973, у співавт.)
- «Весілля» (1973)
- «Там вдалині, за рікою» (1975, у співавт.)
- «Ральфе, здрастуй!» (1975, т/ф)
- «Підпільний обком діє» (1978, т/ф, 4 а)
- «Вавилон-XX» (1979)
- «Візит у Ковалівку» (1980)
- «Лісова пісня. Мавка» (1980)
- «Високий перевал» (1982)
- «Женихи» (1985)
- «Десь гримить війна» (1986, у співавт.)
- «Поки є час» (1987)
- «Камінна душа» (1988)
- «Савраска» (1988)
- «Панове, врятуймо місяць!» (1990)
- «Зірка шерифа» (1991)
- «Зброя Зевса» (1991, т/ф, 5 с, у співавт.)
- «Викуп» (1995)
- «Таємниця Маєстро» (2006)